# عادل خشینی
عادل خشینی (انگلیسی: Adel Khechini؛ زادهٔ ۱۴ فوریهٔ ۱۹۶۴) بازیکن والیبال اهل تونس بود.